# Холостяк (фильм, 1990)
«Холостяк» (англ. The Bachelor, также — «Мой дорогой доктор Греслер», итал. Mio caro dottor Gräsler) — художественный фильм итальянского режиссёра Роберто Фаэнца, снятый в 1990 году по новелле Артура Шницлера «Доктор Греслер, курортный врач».

## Сюжет
События фильма разворачиваются в Австрии перед Первой мировой войной. Известный врач Эмиль Граслер предпочитает лёгкую и свободную жизнь холостяка, всячески избегая любых длительных отношений с особами противоположного пола. Но вот одна из его женщин кончает жизнь самоубийством, и это заставляет доктора пересмотреть своё отношение к браку и семье. Вопрос только на ком остановится — Фредерике или Уидоу?

## В ролях
- Кит Кэррадайн — доктор Эмиль Граслер
- Миранда Ричардсон — Фредерика / Уидоу
- Кристин Скотт Томас — Сабина
- Сара-Джейн Фентон — Катерина
- Мари Тёрёчик — фрау фон Шлехейм
- Макс фон Сюдов — фон Шлехейм
- Марио Адорф

## Интересные факты
- Миранда Ричардсон сыграла в этом фильме роли двух разных героинь.

## Награды и номинации
| Год  | Премия             | Категория                            | Имя                             | Результат |
| ---- | ------------------ | ------------------------------------ | ------------------------------- | --------- |
| 1990 | Давид ди Донателло | Лучшая операторская работа           | Джузеппе Ротунно                | Победа    |
| 1990 | Давид ди Донателло | Лучший дизайн костюмов               | Милена Канонеро, Альберто Версо | Номинация |
| 1990 | Давид ди Донателло | Лучший продюсер                      | Марио Орфини                    | Номинация |
| 1990 | Давид ди Донателло | Лучшая работа художника-постановщика | Джантито Буркьелларо            | Номинация |
| 1990 | Давид ди Донателло | Лучшая песня                         | Эннио Морриконе                 | Номинация |